# Президентские выборы в Сальвадоре (1945)
Президентские выборы в Сальвадоре проходили с 14 по 16 января 1945 года. Пятеро кандидатов бойкотировали выборы, обвиняя президента Осмин Агирре-и-Салинас в нечестной практике для обеспечения победы своих кандидатов. В результате победу одержал кандидат от Социал-демократической унификационной партии Сальвадор Кастаньеда Кастро. 

## Результаты
| Кандидат                           | Партия                                       | Голоса  | %     |
| ---------------------------------- | -------------------------------------------- | ------- | ----- |
| Сальвадор Кастаньеда Кастро        | Социал-демократическая унификационная партия | 312 754 | 99,70 |
| Осмин Агирре-и-Салинас             | Социал-демократическая партия                | 690     | 0,22  |
| Антонио Кларамон Лючеро            | Прогрессивная братская партия                | 165     | 0,05  |
| Артуро Ромеро                      | Партия демократического союза                | 55      | 0,02  |
| Наполеон Вьера Альтамирано         | Республиканский социальный фронт             | 29      | 0,01  |
| Хозе Киприано Кастро               | Сальвадорская народная партия                | 1       | 0,00  |
| Недействительных/пустых бюллетеней |                                              |         |       |
| Всего                              | Всего                                        | 313 694 | 100   |
| Источник: Nohlen                   |                                              |         |       |